# Michael Albers
Michael Albers (* 8. März 1966 in Hamburg) ist ein Lokalpolitiker in Niedersachsen. Seit 1996 ist er Ratsherr im Gemeinderat der Gemeinde Martfeld und im Rat der Samtgemeinde Bruchhausen-Vilsen. Von 2003 bis 2008 war er als Nachrücker Mitglied des Niedersächsischen Landtags.

## Ausbildung und Beruf
Nach dem Besuch der Realschule in Bruchhausen-Vilsen und dem Abitur am Fachgymnasium für Elektrotechnik in Nienburg absolvierte Albers eine Ausbildung zum Mess- und Regelmechaniker. Weiterhin machte er ein berufsbegleitendes Psychologiestudium und ließ sich in systemischer Familienberatung ausbilden. Nach dem Grundwehrdienst ist er seit 1993 Selbständiger Unternehmensberater im Bereich der Weiterbildung und seit 1997 Familienkrisenberater.

## Politik
Bereits 1982 engagierte sich Albers in der ehrenamtlichen Jugendarbeit. 1995 erfolgte sein Eintritt in die SPD. Seit 1996 ist er Ratsherr und stellvertretender Bürgermeister in der Gemeinde Martfeld und Ratsherr der Samtgemeinde Bruchhausen-Vilsen. Hier ist er Vorsitzender des Samtgemeinde-Ausschusses für Soziales und Jugend. Außerdem ist er Mitglied des Kreistages im Landkreis Diepholz und Vorsitzender des SPD-Ortsvereins Bruchhausen-Vilsen. 
Von 2003 bis 2008 gehörte er dem niedersächsischen Landtag an. Hier war er Mitglied des Ausschusses für Recht und Verfassung und des Arbeitskreises Soziales. In der Landtagsfraktion der SPD war er jugendpolitischer Sprecher und für Jugendstrafrecht, Jugendkriminalität, Drogen und Aids zuständig.
Neben seiner Parteimitgliedschaft gehört er der Arbeiterwohlfahrt, dem BUND und ver.di an.